# Charles-R.-E. de Saint-Maurice
Charles Rousset, dit Charles-R.-E. de Saint-Maurice (Paris, 21 septembre 1797 - Montmartre, 26 janvier 1857), est un historien, journaliste, poète et auteur dramatique français.

## Biographie
Rédacteur et directeur de publication de La Revue des modes de Paris (1833-1834), ses pièces ont été représentées au Théâtre de la Porte-Saint-Martin.
On lui doit aussi des traductions de textes anglais comme l'Histoire de la découverte et de la conquête de l'Amérique de Joachim Heinrich Campe en 1845 et les Mélanges littéraires, politiques, et morceaux inédits de Christoph Martin Wieland (1824).

## Œuvres
- Épître sur le suicide, 1820
- L'Institution du jury en France, poème, 1820
- Petit dictionnaire Ultra, précédé d'un Essai sur l'origine, la langue et les œuvres des Ultra, par un royaliste constitutionnel, 1823
- Œuvres complètes de Vauvenargues, 3 vols., 1823
- Marthe, ou le Crime d'une mère, mélodrame en 3 actes, à spectacle, 1823
- Tacite, ode, 1824
- L'École du scandale, pièce en 3 actes et en prose, imitée de Sheridan, avec Edmond Crosnier, 1824
- Résumé de l'histoire des croisades, 1825
- Le Caissier, drame en 3 actes, avec Armand-François Jouslin de La Salle, 1826
- Le Contumace, mélodrame en 3 actes, à spectacle, avec Jouslin de La Salle, 1826
- Résumé de l'histoire des guerres de religion en France, 1826
- Histoire des campagnes d'Allemagne et de Prusse, depuis 1802 jusqu'en 1807, avec Charles-Théodore Beauvais de Préau, 1827
- Code parisien, 1829
- Histoire de Napoléon-le-Grand, 1830
- Rome, Londres et Paris. Scènes contemporaines, 1830
- Gilbert, chronique de l'Hôtel-Dieu (1780), 2 vols., 1832
- Histoire de la Légion d'honneur, 1833
- L'Art de causer, encyclopédie de la conversation, 1834
- Le Comte d'Antraigues, 1781-1812, roman historique, 2 vols., 1841
- Pahlen, ou Une nuit de Saint-Pétersbourg, roman historique, 2 vols., 1841
- Tableaux historiques des funérailles de Napoléon, avec 12 dessins de Levilly, Troude, 1841
- Manuel de la Légion d'honneur, ou Guide du légionnaire, contenant : un précis historique sur l'Ordre, sur ses statuts, les prérogatives et droits qui y sont attachés, 1844
- Éloge de Xavier Sigalon, 1848
- Un emprunt de Bonaparte, feuilleton, 1851
- Napoléon à Tilsitt ou les Trois Manières, 1807, feuilleton, 1851
- Histoire du dernier cheval de Napoléon, feuilleton, 1852
- L'Élève de Saint-Cyr, 1859 (posthume)